# Hrvatska znanstvena fantastika
Hrvatska znanstvena fantastika u suvremenom smislu ima tradiciju što seže unatrag do kraja Prvog svjetskog rata. Stidljivo se razvijajući između dva svjetska rata, te buknuvši po prvi put na prijelazu iz 1950-ih u 60-e, hrvatska znanstvena fantastika u potpunosti stasa i sazrijeva u zadnjih desetljeća od pojave časopisa Sirius i osnivanja prvih klubova ljubitelja znanstvene fantastike.

## Povijest
Okosnicu suvremenog hrvatskog znanstvenofantastičnog stvaralaštva činio je magazin Sirius. Od 1976. do 1989. godine izašla su 164 broja. U prosjeku je u svakom broju izašla po jedna priča nekog domaćeg autora. Magazin je bio popularan i u Sloveniji. Nasljeđuje ga Futura koja je počela izlaziti 1992. godine i do kraja 2005. izašlo je više od 120 brojeva.
Hrvatski SF-fandom, ali i autorska scena koja taj fandom sve obilatije hranila novim kulturnim dobrima, djelovala je u desetak udruga od Osijeka do Splita, okupljala se i okuplja na ZF-konvencijama poput zagrebačkog Sferakona, pazinskog Istrakona, riječkoga Rikona, kutinskoga Kutikona, osječkog Essekona, a početkom 2000-tih pokrenuta je isključivo književna manifestacija, Festival fantastične književnosti u Pazinu.
SFera, zagrebačko društvo za znanstvenu fantastiku,1995. godine počinje s redovitim godišnjim izdavanjem zbirke hrvatskih ZF, fantastičnih i horor priča. Priče se prikupljaju natječajem, a 2009. je izašla petnaesta po redu zbirka. Prva se zbirka zvala "Zagreb 2004", druga "Dnevnici entropije", a obje je uredio Darko Macan. Ideja je bila poticati hrvatske autore na pisanje znanstvene fantastike koja se događa u Hrvatskoj, pa su tako osim prve, još dvije zbirke nosile "Zagreb" u svom nazivu. Treću je zbirku uredio Davorin Horak, da bi sljedeće četiri uredili Darko Macan i Tatjana Jambrišak. Na iduće dvije SFeraKonske zbirke, kako se ove SFerine zbirke nazivaju zbog toga što izlaze za SFeraKon te se besplatno dijele svakom posjetitelju ove konvencije, uredili su Darko Macan, Tatjana Jambrišak i Darko Vrban. Potom su jedanaestu, dvanaestu i trinaestu zbirku uredili Tatjana Jambrišak i Darko Vrban. "Zagrob", dvanaesta po redu zbirka, bila je i prva tematska, te su u njoj isključivo horor priče. Naslov je igra riječima koja se odnosi na tematiku strave u zbirci te na činjenicu da su tri prijašnje zbirke imale "Zagreb" u naslovu. "Zlatni zmajev svitak" je četrnaesta SFeraKonska zbirka i druga tematska, vezana uz fantastiku. To je prva zbirka domaćih fantastičnih pripovjedaka uopće u Hrvatskoj, a uredili su Tatjana Jambrišak, Darko Vrban i Mihaela Marija Perković. Petnaestu zbirku uredili su Tatjana Jambrišak, Darko Vrban i Irena Rašeta, a izašla je u travnju 2009. godine.
Članovi SFere Tatjana Jambrišak i Darko Macan pokrenuli su 2003. godine projekt izdavanja najboljih domaćih SF priča pod okriljem izdavačke kuće Mentor, te tu biblioteku nazvali »Biblioteka SFera«. Naime, kako su svi autori kojima su objavljivane autorske zbirke ove biblioteke dobitnici nagrade SFERA, nakladnik Mentor i društvo SFera dogovorili su se oko upotrebe imena SFere. U biblioteci je ukupno objavljeno 12 knjiga, a projekt je kulminirao 2006. antologijom hrvatske SF novele. Tomislav Šakić i Aleksandar Žiljak uredili su Ad astru: antologiju hrvatske znanstvenofantastične novele 1976. – 2006. u kojoj je objavljeno četrdeset autora, od najstarijih Branka Belana i Zvonimira Furtingera, do najmlađega, Bojana Sudarevića.
Od rujna 2011. godine izlazi znanstvenofantastični časopis Sirius B koji nije izravni nasljednik vrlo popularnog znastvenofantastičnog časopisa Sirius koji je izlazio od 1977. do 1989. godine u Hrvatskoj i na prostoru bivše Jugoslavije. Želja je uredništva nastaviti dobru tradiciju objavljivanja kratke znanstvenofantastične proze koju je stvarao Sirius, nastavila Futura i sada baklju preuzima Sirius B.

## Književnost

### Autori hrvatske znanstvene fantastike
| - Neven Antičević - Branko Belan - Milena Benini - Mario Berečić - Mladen Bjažić - Jasmina Blažić - Ivo Brešan - Danilo Brozović - Petra Bulić - Ivana D. Horvatinčić - Radovan Devlić - Darije Đokić - Dean Fabić - Viktoria Faust - Zvonimir Furtinger - Ivan Gavran - Mirko Grdinić - Vesna Gorše - Marina Jadrejčić - Tatjana Jambrišak - Neven Jovanović - Goran Konvični - Zoran Krušvar - Igor Lepčin - Darko Macan - Mijo Pavić | - Ernie Gigante Dešković - Biljana Mateljan - Damir Mikuličić - Žarko Milenić - Krešimir Mišak - Denis Peričić - Dalibor Perković - Mihaela Marija Perković - Slobodan Petrovski - Branko Pihač - Zoran Pongrašić - Vesna Popović - Hrvoje Prćić - Živko Prodanović - Predrag Raos - Irena Rašeta - Dario Rukavina - Tereza Rukober - Veronika Santo - Vanja Spirin - Bojan Sudarević - Saša Škerla - Milan Šufflay - Zdravko Valjak - Zoran Vlahović - Aleksandar Žiljak |

### Umjetnici
- Milivoj Ćeran
- Nela Dunato
- Biljana Mateljan
- Frano Petruša
- Ivana Režek
- Mario Sokolić

### Nagrade
- nagrada SFERA

### Časopisi i godišnjaci
- Futura
- Sirius
- Sirius B
- Ubiq
- NOSF, NOSF magazin[3]
- Sferakonske zbirke
- Istrakonske zbirke

### Portali
- NOSF[4]
- Fantasy.hr[5]
- Inverzija.net[6]

## Fandom
Fandom je prisutan u Hrvatskoj od 1976., kad je u Zagrebu osnovano Društvo za znanstevnu fantastiku SFera.

### Ličnosti
- Krsto A. Mažuranić
- Neven Antičević
- Milena Benini
- Petra Bulić
- Dorian Celcer
- Marko Fančović
- Ivan Focht
- Mirko Grdinić
- Ivana Delač Horvatinčić
- Tatjana Jambrišak
- Mirko Karas
- Vojko Kraljeta
- Darko Macan
- Goran Madgić
- Jagoda Matovina
- Vesna Melkić
- Vanda Muhar
- Jasmina Munižaba
- Mario Pastuović
- Mihaela Marija Perković
- Ivica Posavec
- Živko Prodanović
- Irena Rašeta
- Davor Šišović
- Tajana Štasni
- Boris Švel
- Igor Tabak
- Vedran Vivoda
- Darko Vrban
- Branimir Zauner

### Konvencije
- SFeraKon[7]
- Istrakon[8]
- EsseKon[9]
- Rikon[10]
- KutiKon
- Liburnicon (former Abbacon)[11]

### Društva
- SFera[12]
- Gaia[13]
- Albus
- 3. Zmaj[14]
- SFinga
- U.R.S.A. Maior[15]
- U.S.S. Croatia[16]
- Mos Croatia Spaceport[17]
- Branko Belan
- Solaris
- Klub Titan Atlas[18]

### Fanzini
- Parsek[19]
- Via Galactica[20]
- SFemir[21]
- GNUS
- Eye of Palpatine
- Faust
- U.S.S. Croatia[16]
- Phaser
- SF Mreza
- Eridan[22]
- The Void Fanzin[23]
- Chat Noir[24]